# Championnats d'Europe de karaté 1997
Les championnats d'Europe de karaté 1997 ont eu lieu du 2 au 4 mai 1997 à Santa Cruz de Tenerife, en Espagne. Il s'agissait de la 32e édition des championnats d'Europe de karaté senior.

## Résultats

### Épreuves individuelles

#### Kata
| Rang | Pays    | Karatéka      |
| ---- | ------- | ------------- |
| 1    | France  | Michaël Milon |
| 2    | Espagne | J. Hernandez  |
| 3    | Italie  | Luca Valdesi  |

| Rang | Pays    | Karatéka         |
| ---- | ------- | ---------------- |
| 1    | Italie  | R. Sodero        |
| 2    | Espagne | G. Mendez        |
| 3    | France  | Michelle Forstin |

#### Kumite

##### Kumitemasculin
| Rang | Pays      | Karatéka            |
| ---- | --------- | ------------------- |
| 1    | Espagne   | David Luque Camacho |
| 2    | France    | Damien Dovy         |
| 3    | Allemagne | V. Bugur            |
| 3    | Slovaquie | M. Sebesta          |

| Rang | Pays     | Karatéka           |
| ---- | -------- | ------------------ |
| 1    | France   | Alexandre Biamonti |
| 2    | Belgique | D. Versmissen      |
| 3    | Finlande | O. Ortiz           |
| 3    | Italie   | D. Simmi           |

| Rang | Pays     | Karatéka        |
| ---- | -------- | --------------- |
| 1    | Turquie  | H. Alagas       |
| 2    | Slovénie | K. Stanovnik    |
| 3    | Belgique | Gustaff Lefevre |
| 3    | Croatie  | G. Romic        |

| Rang | Pays     | Karatéka        |
| ---- | -------- | --------------- |
| 1    | Italie   | Salvatore Loria |
| 2    | Danemark | A. Busk         |
| 3    | France   | Michaël Braun   |
| 3    | Suède    | F. Hulten       |

| Rang | Pays       | Karatéka        |
| ---- | ---------- | --------------- |
| 1    | France     | Gilles Cherdieu |
| 2    | Allemagne  | T. Nitschmann   |
| 3    | France     | Seydina Balde   |
| 3    | Angleterre | Wayne Otto      |

| Rang | Pays        | Karatéka       |
| ---- | ----------- | -------------- |
| 1    | Espagne     | Oscar Olivares |
| 2    | Yougoslavie | T. Rajic       |
| 3    | Géorgie     | A. Anikin      |
| 3    | Angleterre  | I. Cole        |

| Rang | Pays      | Karatéka         |
| ---- | --------- | ---------------- |
| 1    | France    | Christophe Pinna |
| 2    | France    | S. Mecheri       |
| 3    | Allemagne | A. Horn          |
| 3    | Belgique  | Gustaff Lefevre  |

##### Kumiteféminin
| Rang | Pays       | Karatéka         |
| ---- | ---------- | ---------------- |
| 1    | Angleterre | Jillian Toney    |
| 2    | Slovaquie  | Marianna Laukova |
| 3    | Allemagne  | N. Jacobs        |
| 3    | Finlande   | Sari Laine       |

| Rang | Pays      | Karatéka          |
| ---- | --------- | ----------------- |
| 1    | Espagne   | Carmen Garcia     |
| 2    | France    | Nathalie Leroy    |
| 3    | Italie    | Chiara Stella Bux |
| 3    | Allemagne | T. Kovacs         |

| Rang | Pays     | Karatéka      |
| ---- | -------- | ------------- |
| 1    | Turquie  | Nurhan Firat  |
| 2    | Italie   | Roberta Minet |
| 3    | Autriche | S. Fuchs      |
| 3    | Espagne  | Rosa Ortega   |

| Rang | Pays      | Karatéka        |
| ---- | --------- | --------------- |
| 1    | Italie    | Roberta Minet   |
| 2    | Espagne   | Carmen Garcia   |
| 3    | France    | Corinne Terrine |
| 3    | Allemagne | Nadine Ziemer   |

### Épreuves par équipes

#### Kata
| Rang | Pays    | Karatékas                                      |
| ---- | ------- | ---------------------------------------------- |
| 1    | France  | Yves Bardreau, Michaël Milon et Laurent Riccio |
| 2    | Espagne |                                                |
| 3    | Italie  |                                                |

| Rang | Pays                     |
| ---- | ------------------------ |
| 1    | Italie                   |
| 2    | Espagne                  |
| 3    | France Catherine Bernard |

#### Kumite
| Rang | Pays       | Karatékas                                  |
| ---- | ---------- | ------------------------------------------ |
| 1    | France     | Romain Anselmo et Michaël Braun, notamment |
| 2    | Italie     | Salvatore Loria, notamment                 |
| 3    | Allemagne  |                                            |
| 3    | Angleterre |                                            |

| Rang | Pays    | Karatékas                    |
| ---- | ------- | ---------------------------- |
| 1    | Espagne |                              |
| 2    | Italie  | Chiara Stella Bux, notamment |
| 3    | France  |                              |
| 3    | Turquie |                              |